# Doilungdêqên
Doilungdêqên, Duilongdeqing (tyb. སྟོད་ལུང་བདེ་ཆེན་ཆུས།, Wylie: stod lung bde chen chus, ZWPY: Doilung Dêqên Qü; chiń. upr. 堆龙德庆区; pinyin Duīlóngdéqìng Qū) – dzielnica w centralnej części Tybetańskiego Regionu Autonomicznego, w prefekturze Lhasa. W 1999 roku, jako powiat, Doilungdêqên liczył 39 736 mieszkańców.